# Team Socceroo FC
El Team Socceroo Football Club fue un equipo de fútbol profesional de Filipinas. Se fundó en el 2005.
En 2015 el club cambió su nombre por el de Sigla FC para formar parte de la United Football League en la temporada 2016, pero al final desapareció.

## Palmarés
- United Football League Division 2 (1): 2013